# Johnny Jebsen
Johann-Nielsen Jebsen alias „Johnny“ (1917, Hamburk – 1945, pravděpodobně Berlín), byl německý protinacistický dvojitý agent, který během druhé světové války spolupracoval s německým Abwehrem a britskou MI6 (pod kódovým označením Artist – Umělec). Do služeb německé tajné služby přivedl srbského špióna Dušana Popova, který rovněž pracoval pro MI6. Roku 1944 byl Němci zatčen, internován v koncentračním táboře a na konci války zabit.

## Mládí
Johann Jebsen se narodil v roce 1917 v Hamburku. Oba rodiče byli dánského původu. Rodina vlastnila přepravní společnost Jebsen & Jebsen. Poté, co se rodiče přestěhovali do Německa, získali německé občanství. Otec i matka zemřeli, když byl Johann ještě dítě. Při návštěvě Anglie si mladý Johann tuto zemi zamiloval a naučil se anglicky.
Ve třicátých letech nastoupil ke studiu na Freiburské univerzitě, kde se seznámil s Dušanem Popovem. Již v této době se začaly formovat jeho negativní názory na nacismus, který se začal v Německu šířit. Po promoci odcestoval opět do Anglie, kde měl v plánu studovat na Oxfordské univerzitě, studium však pravděpodobně nikdy nezapočal. Dalších pár let žil v Londýně, kde se mimo jiné seznámil s Pelhamem Wodehousem.
Na začátku druhé světové války vstoupil do služeb Abwehru, aby se vyhnul vojenské službě. Dostal nejasné zařazení jako „výzkumník” a hodnost vojína. V podstatě to znamenalo, že mohl nadále vykonávat své obchodní aktivity a v případě nutnosti musel být Abwehru k dispozici. Roku 1940 zprostředkoval setkání Dušana Popova a jednoho z důstojníků Abwehru v Bělehradě. Toto setkání vyústilo v nábor Popova do služeb německé tajné služby. Popov ovšem okamžitě kontaktoval spojeneckou tajnou službu a stal se dvojitým agentem. Jebsen byl s tímto pravděpodobně obeznámen a dodával Popovovi informace pro Spojence.

## Druhá světová válka
Během války mohl Jebsen kvůli svému podnikání svobodně cestovat. Oženil se se známou frankfurtskou herečkou Eleonore (Lore) Bothilde Petersonovou, kromě toho ovšem udržoval styky s řadou milenek po celé Evropě. Jebsenovy protinacistické postoje vedly k neshodám s SS a její zpravodajskou službou SD.
V průběhu roku 1943 se Jebsen spolu s Dušanem Popovem a Ivem Popovem (Dušanův bratr, také dvojitý agent) snažili naverbovat jugoslávské dvojité agenty. Ivo Popov vytipoval potenciální kandidáty, kteří poté s Jebsenem absolvovali výcvik na špiónské škole v Berlíně a nakonec obcestovali přes Španělsko a Portugalsko do Británie, kde pracovali pro MI6.

## Dopadení
Johann Jebsen byl 29. dubna 1944 v Lisabonu unesen a během noci převezen do Francie. Vedoucí německé kontrarozvědky v Lisabonu, Aloys Schreiber, pozval Jebsena do své kanceláře pod záminkou projednání Jebsenovy nominace na německou medaili Za zásluhy. Po krátkém boji byl Jebsen a jeho přítel Heinz Moldenhauer, který zde byl také přítomen, přemoženi, svázáni a odvlečeni do auta.
Jebsenovo zmizení bylo pro Spojence vážným problémem. Znal velké množství citlivých informací. Kromě jiného věděl, že Dušan Popov a jiní němečtí agenti spolupracují se Spojenci a znal řadu podrobností o Operaci Fortitude. Pokud by se Němcům podařilo Jebsena přimět mluvit, mohlo to vážně ohrozit plány na vylodění v Normandii. Po dlouhém analyzování byli Spojenci přesvědčeni, že byl Jebsen unesen za účelem ochrany Dušana Popova, kterého Němci považovali za jednoho ze svých nejdůležitějších špiónů. Spojenci pak preventivně pozastavili tok informací pro Popova a jeho síť fiktivních agentů.
Jebsen byl nejprve odvezen na velitelství Gestapa v Berlíně, kde začal výslech. Po několika týdnech Spojenci zjistili, že Němci vyšetřují Jebsenovy finanční machinace a to, že připravil několik důstojníků SS o peníze. O jeho aktivitách coby agenta se zdroje nezmiňovaly, což byla pro Spojence dobrá zpráva. Později se ještě ukázalo, že Jebsen nepodlehl tlaku při výslechu a Operace Fortitude nebyla prozrazena.
V červenci 1944 byl Jebsen přesunut do koncentračního tábora v Sachsenhausenu. Po příjezdu na místo měl zlomená žebra a trpěl podvýživou, avšak stále pomýšlel na útěk. Spojeneckým vojákům řekl, že byl zatčen za pomoc Britům a že odmítl vypovídat o svých finančních podvodech. Přes Jacka Churchilla, člena britských Commandos, se mu podařilo poslat zprávu do Londýna. Úředník, který zprávu zpracovával však neměl o Jebsenovi žádné záznamy a proto byla jeho prosba o pomoc ignorována. V únoru 1945 byl Jebsen Gestapem ze Sachsenhausenu odveden a dále o něm neexistují žádné zmínky. Předpokládá se, že byl krátce poté zabit. Po konci války proběhlo ještě několik neúspěšných pokusů o jeho nalezení, 17. února 1950 byl oficiálně prohlášen za mrtvého.